# Снайперы (фильм, 1998)
«Снайперы» (англ. Shot Through the Heart; дословно — «Выстрел сквозь сердце») — американская военная драма, режиссёра Дэвида Эттвуда. Премьера фильма состоялась 4 октября 1998 года. В том же году фильм был удостоен премии «Peabody Award».

## Сюжет
Серб Славко и босняк Владо с самого детства были близкими друзьями, даже ближе чем братья. Они вместе выступали за сборную Югославии по стрельбе, и даже готовились поехать на Олимпийские игры в Барселону. Но начавшаяся война в Боснии развела их по обе стороны фронта. Теперь они могут видеть друг друга только через оптический прицел, так как Славко вступил в отряд снайперов армии Республики Сербской, а Владо в антиснайперский отряд боснийской армии. Эта смертельная дуэль в конечном итоге закончится гибелью одного из них. И кто получит пулю, а кому суждено убить друга, которого всю жизнь считал братом, рассудит война.

## В ролях
| Актёр        | Роль                    |
| ------------ | ----------------------- |
| Венсан Перес | серб Славко Станич      |
| Лайнус Роуч  | босниец Владо Селимович |
| Лия Уильямс  | Майда Селимович         |
| Адам Коц     | Мишо                    |
| Су Гэрей     | Амела                   |
| Лотер Блюто  | Жиян                    |